# Phrurolithus

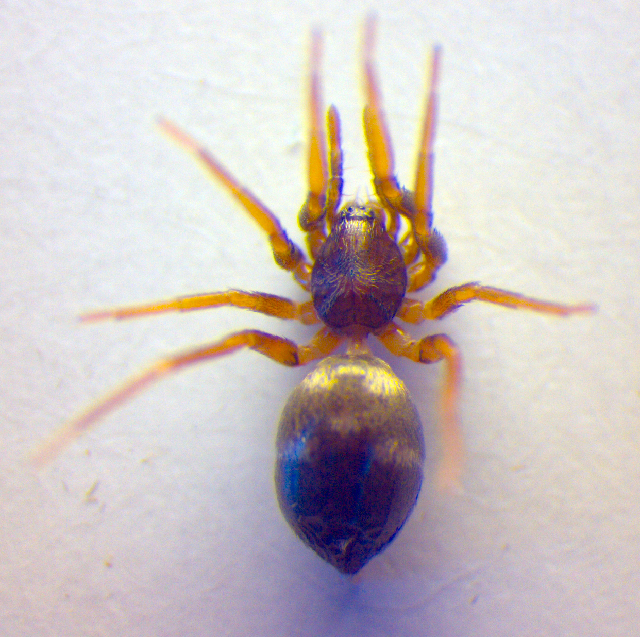
Samica Phrurolithus festivus

Phrurolithus – rodzaj pająków z rodziny Phrurolithidae. Obejmuje 58 opisanych gatunków. Zamieszkuje Palearktykę i Amerykę Północną od Kanady po Meksyk i Haiti.

## Morfologia
Pająki te cechują się owalnym karapaksem o stromych bokach i wyraźnych, wyższych od części głowowej  jamkach. Środkowe pary oczu są mniejsze niż boczne i rozmieszczone na planie prostokąta. W widoku od przodu przednio-środkowa para oczu leży nieco wyżej niż przednio-boczna. Wysokość nadustka jest około trzykrotnie większa niż oczu przednio-środkowej pary. Zwężone ku szczytowi szczękoczułki mają po dwa rzędy długich i zakrzywionych szczecinek na przedniej krawędzi oraz po jednym małym ząbku na tylnej. Warga dolna jest półtorakrotnie szersza niż wyższa. Długość szczęk jest nieco większa niż ich szerokość. Tył sternum jest tępo zakończony i wchodzi pomiędzy biodra czwartej pary odnóży. Odnóża kroczne pozbawione są skopuli i przypazurkowych kępek szczecinek. Pierwsza para odnóży krocznych ma po 2–3 pary kolców na spodzie nadstopiów i 4–5 par kolców na spodnich powierzchniach goleni. Tylno-środkowa para kądziołków przędnych ma u samca po jednym gruczole przędnym w kształcie kiści winogron, zaś u samicy całkiem pozbawiona jest gruczołów o takim kształcie.
Samiec ma nogogłaszczki z apofizą medialną na udzie. Jego aparat kopulacyjny cechuje subtegulum poprzecznie skrzyżowane z odsiebną częścią bulbusa i zaopatrzone w płat blokujący. Spełniający podobną funkcję płat znajduje się również na tegulum u nasady embolusa. Genitalia samicy cechują się obecnością na przewodzie kopulacyjnym dodatkowego zbiornika nasiennego między otworem kopulacyjnym a pierwotną spermateką.

## Rozprzestrzenienie
Takson ten rozprzestrzeniony jest w Palearktyce oraz w Ameryce Północnej: od Kanady po Meksyk i Hispaniolę. W Polsce jest jedynym rodzajem ze swojej rodziny, reprezentowanym przez 3 gatunki (zobacz: Phrurolithidae Polski).

## Taksonomia
Rodzaj ten wprowadzony zostały w 1839 roku przez Carla Ludwiga Kocha. W 2002 roku Jan Bosselaers i Rudy Jocqué przenieśli go z rodziny obniżowatych do Corinnidae. W 2014 roku Martín Ramírez umieścił go w rodzinie Phrurolithidae. W 2019 roku Norman I. Platnick sugerował, że gatunki północnoamerykańskie mogą wymagać wydzielenia poza obręb tego rodzaju. W 2020 roku Alireza Zamani i Jurij Marusik dokonali na podstawie analizy morfologicznej rewizji rodzaju, przenosząc zeń 27 wschodnioazjatyckich gatunków do rodzaju Otacilia. Po tych zmianach klasyfikuje się w rodzaju Phrurolithus 58 gatunków:
- Phrurolithus absurdus Gertsch, 1941
- Phrurolithus adjacens Gertsch & Davis, 1940
- Phrurolithus aemulatus Gertsch, 1941
- Phrurolithus alatus Ivie & Barrows, 1935
- Phrurolithus annulus Zhou, Wang & Zhang, 2013
- Phrurolithus anticus Wang, Chen, Zhou, Zhang & Zhang, 2015
- Phrurolithus apacheus Gertsch, 1941
- Phrurolithus apertus Gertsch, 1935
- Phrurolithus approximatus Gertsch & Davis, 1940
- Phrurolithus banksi Gertsch, 1941
- Phrurolithus bifidus Yin et al., 2004
- Phrurolithus callidus Gertsch, 1935
- Phrurolithus camawhitae Gertsch, 1935
- Phrurolithus catalinius Gertsch, 1941
- Phrurolithus claripes (Dönitz & Strand, 1906)
- Phrurolithus coahuilanus Gertsch & Davis, 1940
- Phrurolithus concisus Gertsch, 1941
- Phrurolithus connectus Gertsch, 1941
- Phrurolithus corsicus (Simon, 1878)
- Phrurolithus debilis Gertsch & Davis, 1940
- Phrurolithus diversus Gertsch & Davis, 1940
- Phrurolithus dolius Chamberlin & Ivie, 1935
- Phrurolithus duncani (Chamberlin, 1925)
- Phrurolithus emertoni Gertsch, 1935
- Phrurolithus festivus (C. L. Koch, 1835)
- Phrurolithus flavipes O. P.-Cambridge, 1872
- Phrurolithus florentinus Caporiacco, 1923
- Phrurolithus goodnighti Muma, 1945
- Phrurolithus hamdeokensis Seo, 1988
- Phrurolithus kastoni Schenkel, 1950
- Phrurolithus kentuckyensis Chamberlin & Gertsch, 1930
- Phrurolithus labialis Paik, 1991
- Phrurolithus lasiolepis Fu, Chen & Zhang, 2016
- Phrurolithus leviculus Gertsch, 1936
- Phrurolithus luppovae Spassky, 1941
- Phrurolithus minimus C. L. Koch, 1839
- Phrurolithus nemoralis Bryant, 1940
- Phrurolithus nigrinus (Simon, 1878)
- Phrurolithus nipponicus Kishida, 1914
- Phrurolithus oabus Chamberlin & Ivie, 1935
- Phrurolithus paludivagus Bishop & Crosby, 1926
- Phrurolithus parcus (Hentz, 1847)
- Phrurolithus pennatoides Seo, 2018
- Phrurolithus pinturus Ivie & Barrows, 1935
- Phrurolithus pipensis Muma, 1945
- Phrurolithus pullatus Kulczynski, 1897
- Phrurolithus pygmaeus Thorell, 1875
- Phrurolithus schwarzi Gertsch, 1941
- Phrurolithus shimenensis Yin et al., 1997
- Phrurolithus similis Banks, 1895
- Phrurolithus singulus Gertsch, 1941
- Phrurolithus sinicus Zhu & Mei, 1982
- Phrurolithus sordidus Savelyeva, 1972
- Phrurolithus spinosus Bryant, 1948
- Phrurolithus szilyi Herman, 1879
- Phrurolithus tamaulipanus Gertsch & Davis, 1940
- Phrurolithus tepejicanus Gertsch & Davis, 1940
- Phrurolithus thracia Komnenov & Chatzaki, 2016